# Campionati mondiali juniores di bob 1988
I Campionati mondiali juniores di bob 1988, seconda edizione della manifestazione organizzata dalla Federazione Internazionale di Bob e Skeleton, si sono disputati a Winterberg, in Germania, sulla pista Bobbahn Winterberg. La località della Renania Settentrionale-Vestfalia ha quindi ospitato le competizioni iridate per la prima volta nel bob a due uomini e nel bob a quattro.

## Risultati

### Bob a due uomini
La gara si è disputata nell'arco di due manches.
|     | Peter Hinz Rainer Schmidt              | Germania Ovest   |     |     |
|     | Dirk Wiese Olaf Hampel                 | Germania Ovest   |     |     |
|     | Oleg Suchoručenko Vladimir Ljubovickij | Unione Sovietica |     |     |
| ... | ...                                    | ...              | ... | ... |

### Bob a quattro
La gara si è disputata nell'arco di due manches.
| Pos. | Atleti               | Nazione        |
| ---- | -------------------- | -------------- |
|      | Herbert Sellmeier nd | Germania Ovest |
|      | Peter Hinz nd        | Germania Ovest |
|      | Hubert Schösser nd   | Austria        |
| ...  | ...                  | ...            |

## Medagliere
| Posizione | Nazione          | Oro | Argento | Bronzo | Totale |
| --------- | ---------------- | --- | ------- | ------ | ------ |
| 1         | Germania Ovest   | 2   | 2       | 0      | 4      |
| 2         | Austria          | 0   | 0       | 1      | 1      |
| 2         | Unione Sovietica | 0   | 0       | 1      | 1      |
| Totale    | Totale           | 2   | 2       | 2      | 6      |